# Physocephala fumosa
Physocephala fumosa är en tvåvingeart som beskrevs av Camras 1957. Physocephala fumosa ingår i släktet Physocephala och familjen stekelflugor. Inga underarter finns listade i Catalogue of Life.